# Lestes concinnus
Lestes concinnus is een juffer (Zygoptera) uit de familie van de pantserjuffers (Lestidae).
De soort staat op de Rode Lijst van de IUCN als niet bedreigd, beoordelingsjaar 2007.
De wetenschappelijke naam van de soort werd in 1862 gepubliceerd door Hermann August Hagen.

## Synoniemen
- Lestes umbrinus Selys, 1891 "umbrina"
- Lestes paludosus Tillyard, 1906
- Lestes thoracicus Laidlaw, 1920
- Orolestes motis Baijal & Agarwal, 1955